# Emmet
Emmet（以前名为Zen Coding）是一套面向文本编辑器的插件，它允许通过内容辅助高速度的编写和编辑HTML、XML、XSL和其他结构化的代码格式。此项目2008年由Vadim Makeev发起，并由Sergey Chikuyonok和其他Emmet用户基于Zen Coding 2.0的概念继续积极开发。这套工具已经被一些高端的文本编辑器采纳，以及存在于Emmet团队开发或其他人独立实现的插件中。不过，Emmet独立于任何文本编辑器，它的引擎可以直接处理文本，而无需与任何特定软件相关。
Emmet以MIT許可證开源。

## 功能

### 展开缩写
Emmet使用特定的语法来展开小段代码，它类似CSS选择器，使其成为完整的HTML代码。例如，下列序列：
div#page>div.logo+ul#navigation>li*5>a

将展开为：
```
<
div
 
id
=
"page"
>

	
<
div
 
class
=
"logo"
></
div
>

	
<
ul
 
id
=
"navigation"
>

		
<
li
><
a
 
href
=
""
></
a
></
li
>

		
<
li
><
a
 
href
=
""
></
a
></
li
>

		
<
li
><
a
 
href
=
""
></
a
></
li
>

		
<
li
><
a
 
href
=
""
></
a
></
li
>

		
<
li
><
a
 
href
=
""
></
a
></
li
>

	
</
ul
>

</
div
>

```

展开缩写函数包含数个更加复杂的函数，例如用展开的代码包装一段代码。

### 标签平衡
HTML配对匹配器允许用户定位当前光标位置的标签所对应的开启/闭合标签（Tag）。不同于其他HTML配对匹配器，Emmet会从光标的当前位置开始搜索，而非从头开始扫描文档。

## 文本编辑器
Emmet团队为以下文本编辑器开发了插件：
- Aptana/Eclipse（跨平台）
- Notepad++（Windows）
- NetBeans（跨平台）
- TextMate（Mac）
- Coda（英语：Coda (web development software)）（Mac）
- Komodo Edit/IDE（英语：ActiveState Komodo）（跨平台）
- PSPad（Windows）
- <textarea>（基于浏览器）
- Bluefish (text editor)（英语：Bluefish (text editor)）（Linux/Windows/Mac）
- Brackets（跨平台）

下列文本编辑器由第三方组织用官方Emmet引擎开发了插件：
- Atom（跨平台）
- Dreamweaver（Windows、Mac）
- Sublime Text（跨平台）
- Visual Studio（Windows）
- Visual Studio Code（跨平台）
- gedit（跨平台）
- AkelPad（Windows）
- UltraEdit（Windows）
- TopStyle（Windows）
- BBEdit（英语：BBEdit）/TextWrangler（英语：TextWrangler）（Mac）
- EmEditor（Windows）
- EditPlus（Windows）

下列文本编辑器的插件为独立开发，使用不同的Emmet引擎：
- Emacs（跨平台）
- IntelliJ IDEA/WebStorm/PHPStorm（英语：PHPStorm）（跨平台）
- RJ TextEd（Windows）
- Tincta Pro（Mac）
- Vim（跨平台）